# Spilornis cheela
L'aquila serpentaria crestata (Spilornis cheela (Latham, 1790)) è un uccello rapace della famiglia degli Accipitridi originario dell'intera regione orientale.

## Descrizione

### Dimensioni
Le dimensioni variano notevolmente da una sottospecie all'altra. Per quanto riguarda la lunghezza, andiamo dai 41-45 cm di S. c. minimus ai 50-74 cm di S. c. cheela. Il peso, compreso tra i 420 e i 1800 g, varia, oltre che da una sottospecie all'altra, anche a seconda dei sessi: nella sottospecie S. c. palawanensis abbiamo così un peso di 688 g nei maschi e 853 g nelle femmine, mentre in S. c. pallidus esso si aggira tra i 675 e i 925 g. L'apertura alare varia dagli 89-105 cm di S. c. minimus ai 109-169 cm di S. c. cheela.

### Aspetto
Questo rapace dal piumaggio e dalle regioni superiori di colore marrone scuro presenta dimensioni che variano considerevolmente a seconda delle popolazioni. Sulla testa è presente una larga cresta folta e arrotondata. In volo, l'aquila serpentaria crestata è facilmente riconoscibile grazie all'ampia banda bianca che mette in evidenza i bordi neri delle ali e della coda. Quando è appollaiata, sono chiaramente distinguibili le parti inferiori marrone chiaro ricoperte da piccoli ocelli bianchi a livello del petto e del ventre. I sessi sono identici, ma i vari esemplari possono presentare differenze anche piuttosto pronunciate a seconda dell'età. Sulla faccia si trova una grande area di pelle nuda gialla a livello della cera, delle redini e della base del becco. Le zampe, non rivestite di piume, sono anch'esse gialle.
Nei giovani, le piume della testa, della nuca e della cresta sono camoscio o bianco-fulvo con le punte nere. Le parti superiori sono di un marrone più chiaro di quelle degli adulti. La coda presenta diverse bande scure e bruno-biancastre. Le parti inferiori sono camoscio chiaro, con macchie brune irregolari a forma di goccia e striature a livello del petto e dei fianchi. La colorazione generale ricorda un po' quella del girfalco (Falco rusticolus).

### Voce
Quando plana, l'aquila serpentaria crestata lancia potenti fischi acuti kee-kee-kee o kkek-kek-kek-kee. Queste grida sono solitamente precedute da una doppia nota whi-whi o da una tripla nota breve pu-pu-pu che viene emessa in sordina e può essere udita solo a una distanza molto breve. L'aquila serpentaria crestata può cantare anche quando è appollaiato su un posatoio, ma sembra che la sua voce risuoni molto di più solo quando esso plana o è in volo.

## Biologia

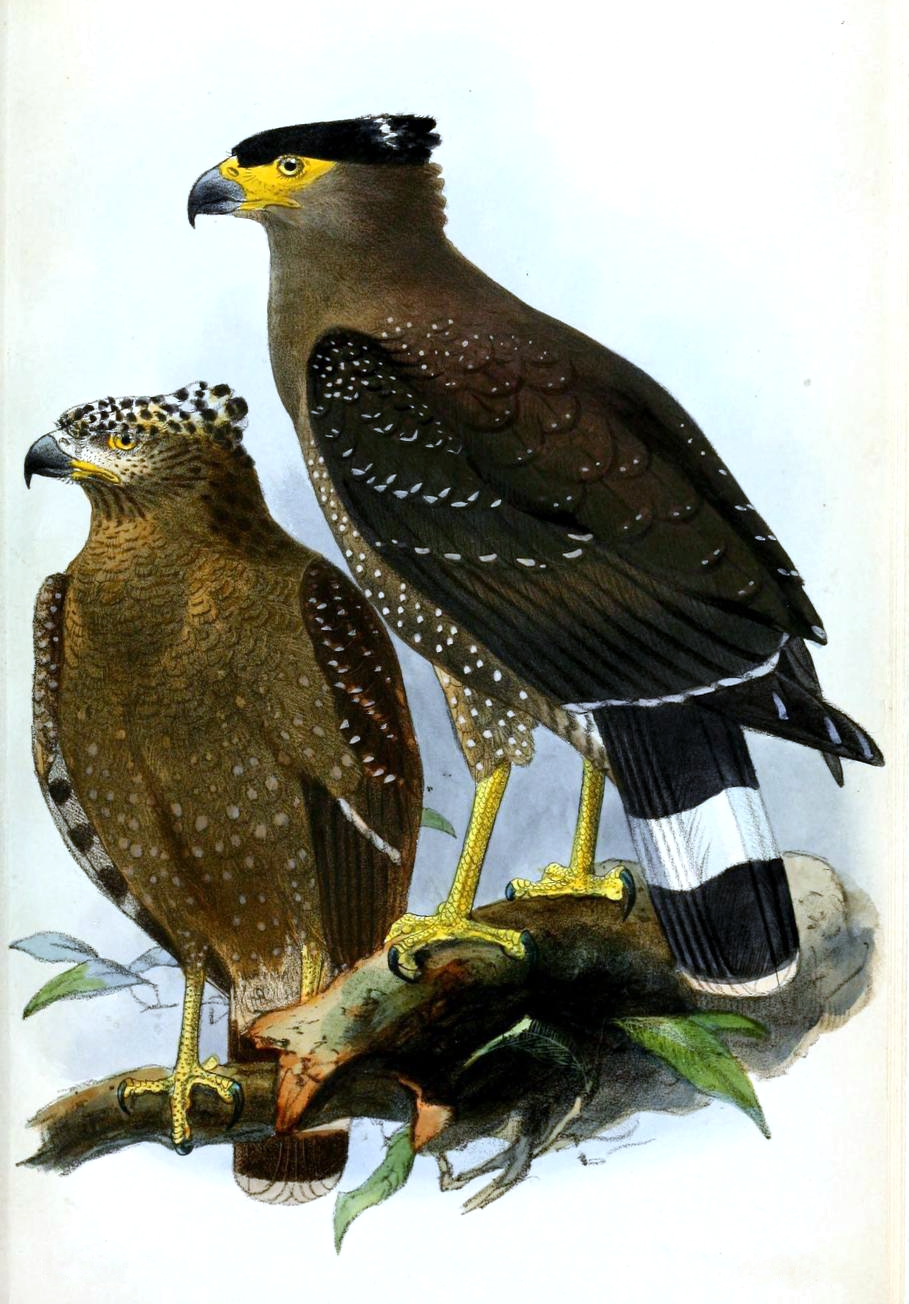
La sottospecie S. c. pallidus delle pianure del Borneo settentrionale.

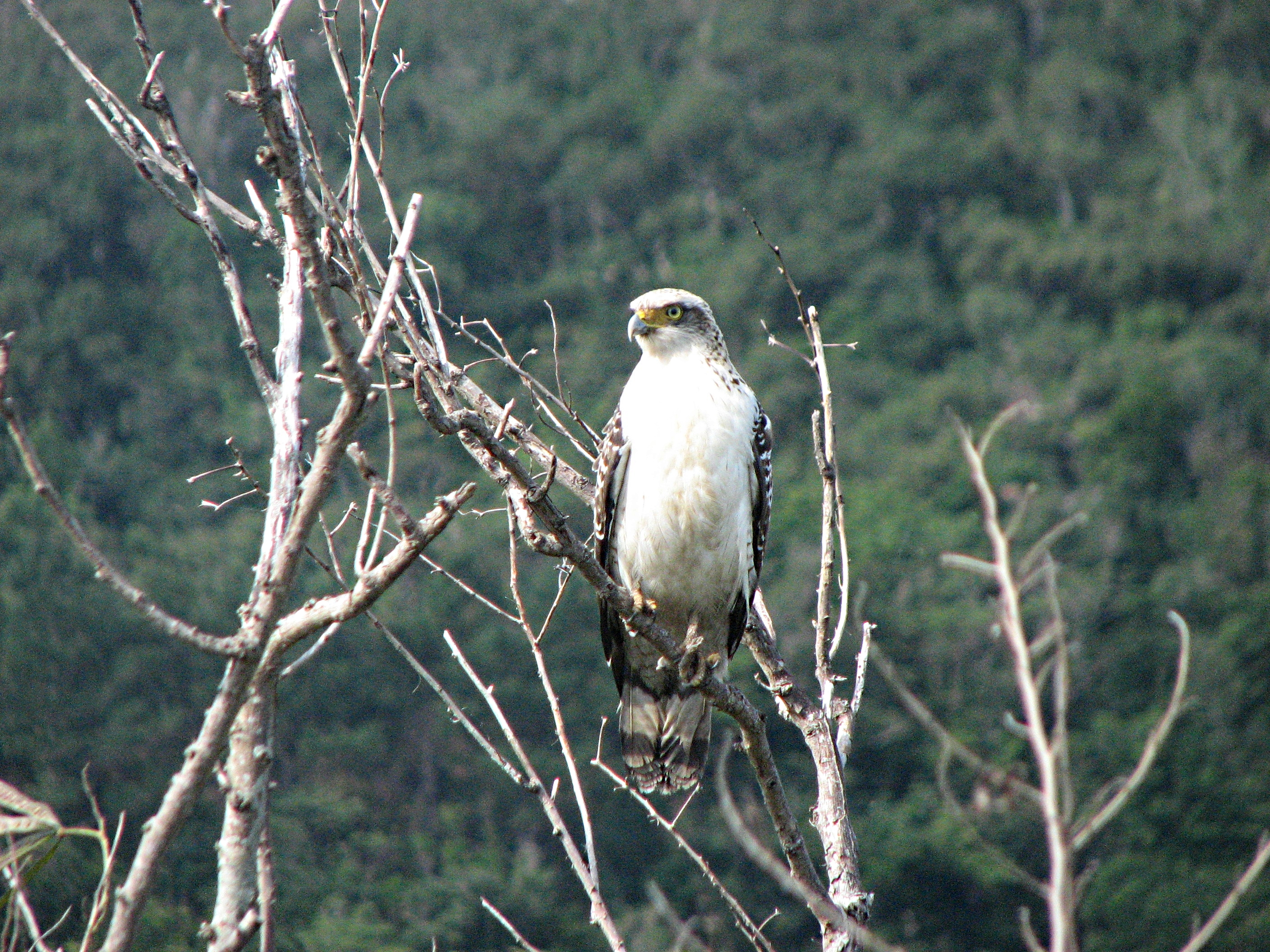
Un immaturo di S. c. perplexus a Iriomote.

L'aquila serpentaria crestata vive da sola o, più abitualmente, in coppia. È abbastanza facile da osservare, in quanto tende a rimanere in evidenza, in posizione eretta, su un posatoio ai margini della foresta, in una radura, lungo un fiume circondato dagli alberi o sui contrafforti di un burrone ricoperti dalla giungla. Rimane tuttavia leggermente nascosta dal fogliame, godendo di un punto di osservazione che domina i dintorni e che gli consente di tenere sotto controllo il movimento delle prede. Quando è inquieta o allarmata, l'aquila serpentaria crestata solleva la cresta sulla nuca e, dopo aver rizzato le piume del collo, incornicia la faccia con il suo magnifico collarino bianco e nero.
Abbastanza regolarmente lo possiamo vedere mentre plana ed effettua grandi cerchi al di sopra della volta. Quando plana ad altezze considerevoli al punto che spesso appare solo come un piccolo punto nel cielo, lancia fischi potenti e acuti. Durante la stagione di nidificazione, l'aquila serpentaria crestata diventa ancora più rumorosa e moltiplica le parate aeree composte da picchiate rapide e capriole. A volte queste parate coinvolgono tre diversi individui, che evolvono quindi formando una sorta di triangolo nel cielo.

### Alimentazione
Le aquile serpentarie crestate cacciano soprattutto rettili, in particolare serpenti arboricoli. Catturano anche alcuni mammiferi, granchi, anguille e uccelli. Per quanto riguarda quest'ultima categoria, si concentrano soprattutto su fagiani e pernici. Cacciano spesso alla posta a partire da un posatoio ben in evidenza situato vicino a una radura, a un fiume o ai margini di una zona boschiva. I serpenti vengono catturati a terra o sugli alberi dopo una breve picchiata. Figurano sul loro menu anche i pulcini degli animali da cortile. Per individuare la preda si librano per lunghi periodi in aria.

### Riproduzione
La stagione di nidificazione varia a seconda delle regioni. Essa dipende specialmente dalla data delle precipitazioni: le popolazioni della parte settentrionale dell'areale depongono le loro uova principalmente durante la stagione secca. Le deposizioni hanno luogo da dicembre a marzo nel sud dell'India, da febbraio a maggio nel nord del paese e nello Sri Lanka, e da febbraio ad aprile in Birmania e a Sumatra. In Birmania è stata osservata una seconda deposizione a giugno. Il nido è una struttura abbastanza massiccia costruita con pezzi di legno e ramoscelli, a volte foderata con foglie verdi. È posto ad una grande altezza su un albero vicino a una radura, preferibilmente in un luogo non lontano da una sorgente o da un corso d'acqua. Ciascuna covata contiene sempre un solo uovo. Questo ha un bell'aspetto, con un gran numero di colori e macchie. È principalmente di colore crema o giallo chiaro e il guscio è punteggiato da grossi segni rosso-brunastri. Le sue dimensioni medie sono di 72 millimetri per 56. Entrambi i genitori collaborano alla costruzione del nido, ma l'incubazione, che dura circa 35 giorni, è compito esclusivo della femmina. Alla nascita, il piccolo è ricoperto di piumino bianco e riceve cibo da entrambi i genitori. La durata del soggiorno nel nido è sconosciuta, ma secondo alcune informazioni provenienti dalla Malesia, il piccolo è nidicolo e continua a dipendere dai genitori per molto tempo dopo l'involo.

## Distribuzione e habitat
Le aquile serpentarie crestate apprezzano particolarmente i luoghi boscosi e umidi, ma sono in grado di adattarsi a tutti i tipi di foresta, sia di pianura che di media montagna. Si trovano anche nelle piantagioni di tè, nelle savane alberate e nelle formazioni di mangrovie. Evitano tuttavia l'interno delle foreste fitte, prediligendo le zone forestali in corso di rigenerazione, le radure, i margini delle foreste e i passaggi che si aprono in esse, dove possono gettarsi in picchiata sulle prede. L'aquila serpentaria crestata si incontra dal livello del mare fino a 1900 metri di altitudine.
L'aquila serpentaria crestata occupa l'intero settore sud-orientale del continente asiatico. Il suo areale ricopre una superficie vastissima, che va dal sud del Pakistan al sud della Cina, passando per l'India, la Birmania, la Thailandia, l'Indocina e la penisola malese. A sud, esso si estende fino a Sumatra, Borneo e alle Grandi Isole della Sonda.

## Tassonomia
Ne vengono riconosciute ventuno sottospecie:
- S. c. perplexus Swann, 1922, presente unicamente su due gruppi meridionali delle Ryūkyū: le isole Miyako e le isole Yaeyama;
- S. c. cheela (Latham, 1790), la sottospecie nominale, diffusa dall'estremità nord-orientale del Pakistan (dove però è molto rara) e dall'India settentrionale fino al Nepal, all'Assam e alle regioni nord-orientali e centrali del Bangladesh; compare come visitatrice invernale nella pianura gangetica;
- S. c. melanotis (Jerdon, 1841), diffusa nell'India peninsulare, a sud del Gujarat e della pianura gangetica;
- S. c. spilogaster (Blyth, 1852), endemica dello Sri Lanka;
- S. c. burmanicus Swann, 1920, diffusa in Birmania, Cina meridionale, Thailandia e Indocina;
- S. c. davisoni A. O. Hume, 1873, endemica delle Andamane;
- S. c. ricketti W. L. Sclater, 1919, presente nelle regioni centro-meridionali e sud-orientali della Cina e nel Vietnam settentrionale;
- S. c. hoya Swinhoe, 1866, endemica di Taiwan;
- S. c. rutherfordi Swinhoe, 1870, endemica di Hainan;
- S. c. malayensis Swann, 1920, diffusa nella penisola malese (a sud del Tenasserim), nelle isole Anambas (al largo delle coste orientali della Malesia Occidentale) e nella parte settentrionale di Sumatra;
- S. c. batu Meyer de Schauensee e Ripley, 1940, diffusa sulle isole Batu (al largo delle coste occidentali di Sumatra) e nella parte meridionale di Sumatra;
- S. c. palawanensis W. L. Sclater, 1919, endemica delle Filippine occidentali (isole Calamian e gruppo di Palawan);

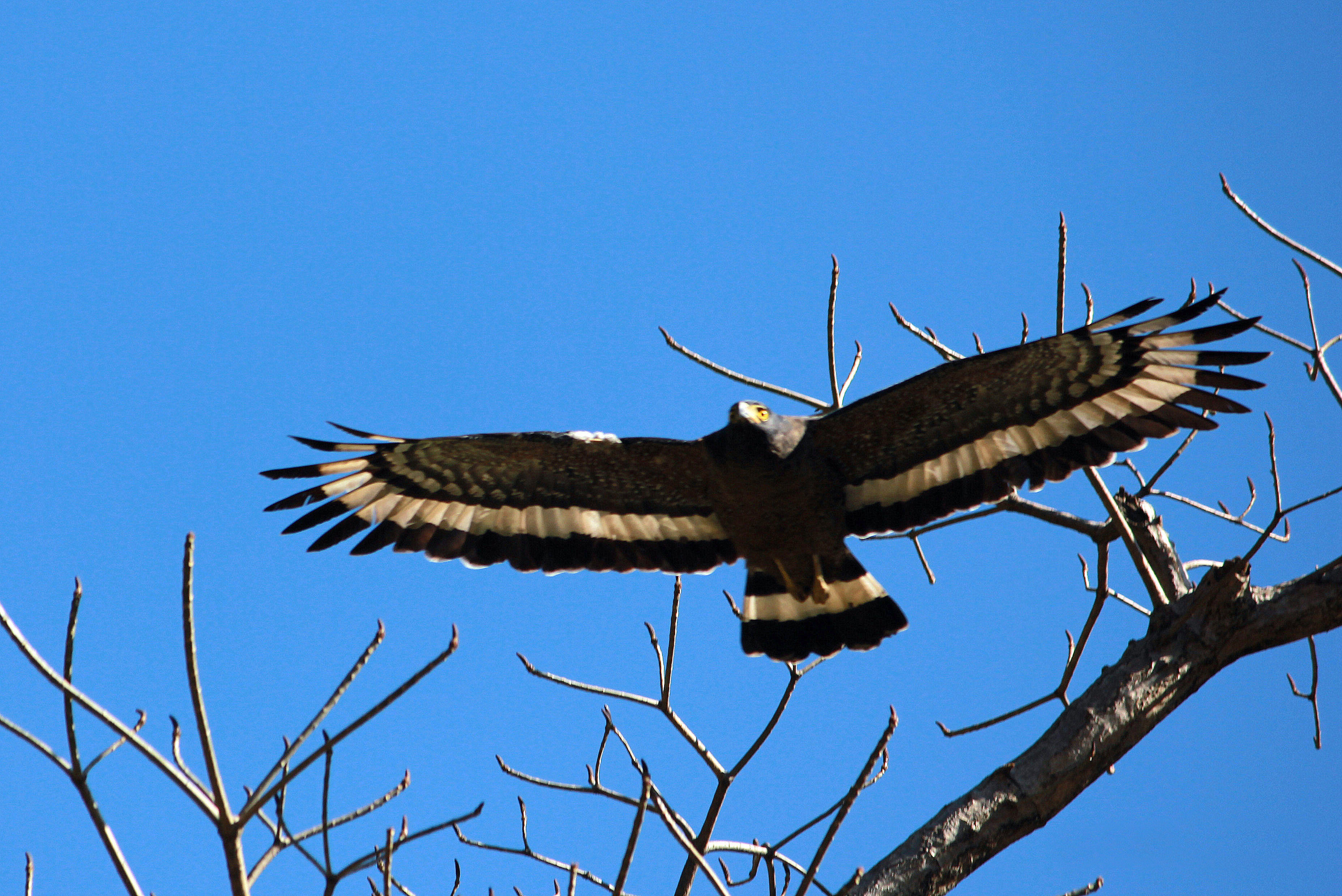
In volo appare chiaramente la banda bianca del sottoala.

- S. c. pallidus Walden, 1872, diffusa nelle pianure della parte settentrionale del Borneo;
- S. c. richmondi Swann, 1922, diffusa nella parte meridionale del Borneo;
- S. c. bido (Horsfield, 1821), diffusa a Giava e a Bali;
- S. c. minimus A. O. Hume, 1873, diffusa nel gruppo centrale delle isole Nicobare;
- S. c. abbotti Richmond, 1903, endemica di Simeulue (un'isola al largo delle coste occidentali di Sumatra);
- S. c. asturinus A. B. Meyer, 1884, endemica di Nias (un'isola al largo delle coste occidentali di Sumatra);
- S. c. sipora Chasen e Kloss, 1926, endemica delle isole Mentawai (un arcipelago al largo delle coste occidentali di Sumatra);
- S. c. natunensis Chasen, 1934, endemica delle isole settentrionali del gruppo delle Natuna (un arcipelago al largo delle coste occidentali del Borneo) e di Belitung (un'isola al largo delle coste sud-orientali di Sumatra);
- S. c. baweanus Oberholser, 1917, endemica di Bawean (un'isola al largo delle coste settentrionali di Giava).

## Conservazione
L'aquila serpentaria crestata, nel complesso, non è una specie minacciata. Nella maggior parte delle aree in cui vive è perfino comune e, in alcune zone, è considerato addirittura numeroso. Questa specie non ha predatori e, almeno per quanto ne sappiamo, non ha nemici naturali. È inoltre in grado di adattarsi anche ad habitat deteriorati. Tuttavia, sono necessarie ulteriori informazioni per garantire la conservazione delle razze insulari che vivono in un'area relativamente piccola e sono più fragili rispetto alle sottospecie continentali.